# USS Cassin Young (DD-793)
USS Cassin Young (DD-793) là một tàu khu trục lớp Fletcher được Hải quân Hoa Kỳ chế tạo trong Chiến tranh Thế giới thứ hai. Nó là chiếc tàu chiến duy nhất của Hải quân Mỹ được đặt theo tên Đại tá Hải quân Cassin Young (1894–1942), người được tặng thưởng Huân chương Danh dự trong Trận Trân Châu Cảng, nhưng sau đó tử trận trong trận Hải chiến Guadalcanal. Nó đã hoạt động cho đến hết Thế Chiến II, ngừng hoạt động một thời gian ngắn trước khi tái biên chế trở lại năm 1951 và tiếp tục phục vụ cho đến khi xuất biên chế năm 1960. Cassin Young được tặng thưởng các danh hiệu Đơn vị Tưởng thưởng Hải quân, các Đơn vị Tuyên dương Tổng thống Philippines và Hàn Quốc cùng bảy Ngôi sao Chiến trận do thành tích phục vụ trong Thế Chiến II. Con tàu được giữ lại và trưng bày như một tàu bảo tàng cạnh chiếc tàu chiến cũ USS Constitution tại Xưởng hải quân Boston, Boston, Massachusetts, là một trong số bốn tàu khu trục lớp Fletcher trên thế giới được bảo tồn. Nó được công nhận là Di tích Lịch sử Quốc gia năm 1986.

## Thiết kế và chế tạo
Wadleigh được đặt lườn tại xưởng tàu của hãng Bethlehem Steel Corporation ở San Pedro, California vào ngày 5 tháng 4 năm 1943. Nó được hạ thủy vào ngày 12 tháng 9 năm 1943; được đỡ đầu bởi bà Cassin Young, vợ góa Đại tá Young, và nhập biên chế vào ngày 31 tháng 12 năm 1943 dưới quyền chỉ huy của Trung tá Hải quân E. T. Schrieber.

## Lịch sử hoạt động

### 1944
Cassin Young đi đến Trân Châu Cảng vào ngày 19 tháng 3 năm 1944 để hoàn tất việc huấn luyện trước khi lên đường đi Manus, nơi nó gia nhập Lực lượng Đặc nhiệm 58, lực lượng tàu sân bay nhanh trực thuộc Đệ Ngũ hạm đội. Lực lượng khởi hành vào ngày 28 tháng 4 để tiến hành các đợt không kích xuống các cứ điểm của Nhật Bản tại Truk, Woleai, Satawan và Ponape, nơi chiếc tàu khu trục hoạt động trong vai trò cột mốc radar canh phòng nhằm cảnh báo sớm các đợt không kích phản công của đối phương.
Cassin Young quay trở lại Majuro rồi tiếp tục đi Trân Châu Cảng, nơi nó được huấn luyện bổ sung trước khi đi đến Eniwetok vào ngày 11 tháng 6, nơi nó tham gia bảo vệ cho các tàu sân bay hộ tống được giao vai trò không kích nhằm vô hiệu hóa việc phòng thủ tại Saipan bốn ngày sau đó. Ngoài nhiệm vụ cột mốc radar canh phòng và bảo vệ, chiếc tàu khu trục còn bắn hải pháo theo yêu cầu nhằm hỗ trợ cho cuộc chiến đấu trên bờ. Lực lượng tàu sân bay sau đó tiếp không kích lên hòn đảo cũng như vô hiệu hóa các sân bay trên các đảo Tinian, Rota và Guam lân cận. Những hoạt động tương tự nhằm đổ bộ và chiếm đóng Tinian và Guam đã giữ chân con tàu tại vùng biển quần đảo Mariana cho đến ngày 13 tháng 8, khi nó quay trở về Eniwetok để được tiếp liệu.

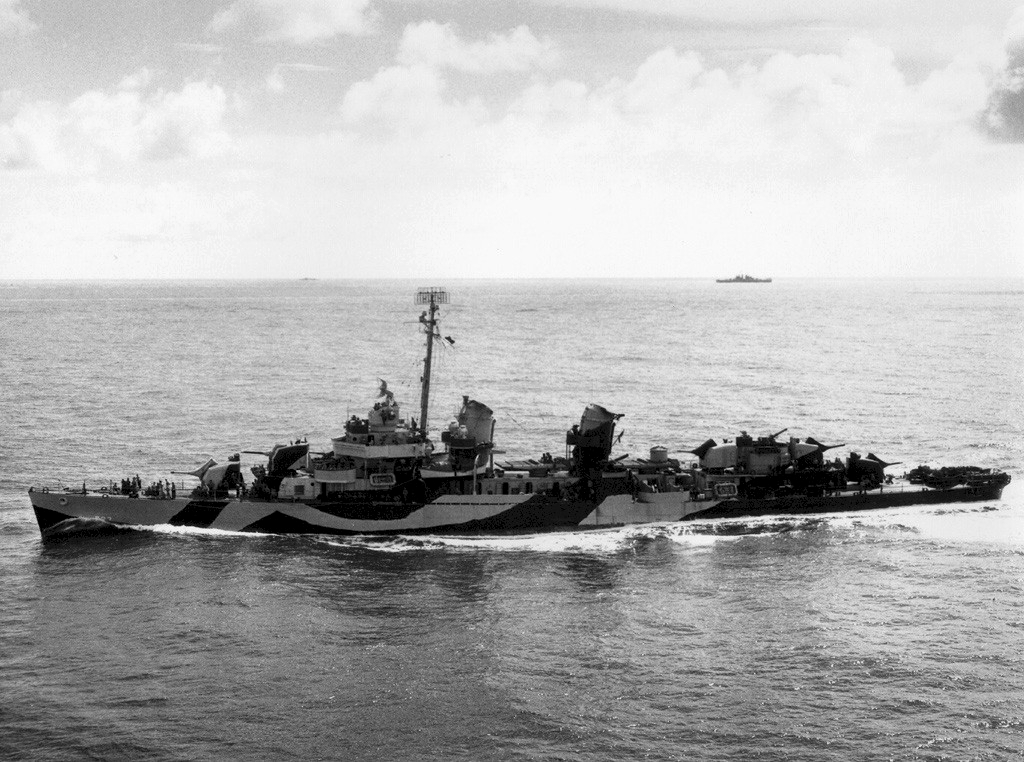
Cassin Young trên đường đi vào năm 1944.

Từ ngày 29 tháng 8 đến ngày 2 tháng 10, Cassin Young hộ tống các tàu sân bay thuộc Đội đặc nhiệm 38.3 tiến hành các đợt không kích xuống các mục tiêu tại Palau, Mindanao, and Luzon nhằm hỗ trợ cho cuộc chiếm đóng quần đảo Palau, một bước đệm quan trọng trong quá trình giải phóng Philippines. Chỉ bốn ngày sau khi quay trở về Ulithi sau khi hoàn tất chiến dịch, nó lại cùng đội đặc nhiệm lên đường vào ngày 6 tháng 10 cho những hoạt động tiếp theo. Lực lượng đã tiến hành không kích xuống các sân bay của quân Nhật tại Okinawa, Luzon và Đài Loan, nơi diễn ra cuộc không chiến Đài Loan từ ngày 10 đến ngày 13 tháng 10, khi phía Nhật Bản tìm cách tiêu diệt sức mạnh tàu sân bay của Lực lượng Đặc nhiệm 38. Khi tàu tuần dương hạng nhẹ Reno (CL-96) bị không kích đánh trúng vào ngày 14 tháng 10, Cassin Youngcũng chịu đựng năm người bị thương do hỏa lực súng máy càn quét. Nó trợ giúp bắn rơi nhiều máy bay đối phương trong trận này.
Vào ngày 18 tháng 10, Lực lượng Đặc nhiệm 38 chiếm lấy vị trí về phía Đông Luzon để tung ra các đợt không kích nhằm vô hiệu hóa các sân bay đối phương, chuẩn bị cho Trận Leyte sẽ diễn ra hai ngày sau đó. Sau khi canh phòng sẵn sàng hỗ trợ cho cuộc đổ bộ ban đầu, đội đặc nhiệm của Cassin Young bắt đầu truy tìm hạm đội đối phương được tin là đang tiến về phía vịnh Leyte vào ngày 23 tháng 10, và vào ngày hôm sau đã tiến đến lối ra vào eo biển San Bernardino, sẵn sàng tung ra các cuộc không kích. Những đợt phản công của đối phương diễn ra ác liệt, và lúc 09 giờ 38 phút ngày 24 tháng 10, một quả bom đã đánh trúng tàu sân bay hạng nhẹ Princeton (CVL-23) khiến nó nổ tung và đắm sau đó. Chiếc tàu khu trục sau đó cùng Đội đặc nhiệm 38.3 vọt lên phía Bắc để tấn công Lực lượng phía Bắc Nhật Bản bị phát hiện, thực ra chỉ là mồi nhữ vì bao gồm những tàu sân bay hầu như không còn máy bay. Trong Trận chiến mũi Engaño vào ngày 25 tháng 10, bốn tàu sân bay cùng một tàu khu trục Nhật Bản đã bị đánh chìm.

### 1945
Cassin Young tiếp tục hoạt động hỗ trợ cho cuộc đổ bộ lên Leyte, khi các tàu sân bay trong đội đặc nhiệm của nó liên tiếp không kích trên một diện rộng xuống Okinawa, Đài Loan và Luzon. Từ căn cứ tại Ulithi, nó đã hộ tống các tàu sân bay cho đến tháng 1, 1945, khi lực lượng tiếp tục tấn công Đài Loan, Luzon, vịnh Cam Ranh, Hong Kong, Quảng Đông và Nansei Shoto hỗ trợ cho việc chiếm đóng Leyte. Sau một đợt bảo trì ngắn tại Ulithi, lực lượng đặc nhiệm lại tiếp tục hỗ trợ cho cuộc đổ bộ lên Iwo Jima qua việc không kích xuống đảo Honshū và Okinawa, bắn phá Parece Vela, rồi trực tiếp bảo vệ cho giai đoạn mở màn cuộc đổ bộ Iwo Jima vào ngày 19 tháng 2.
Sau một đợt nghỉ ngơi ngắn tại Ulithi, Cassin Young tiếp tục được bố trí trong cuộc đổ bộ lên Okinawa, khi nó khởi hành từ Ulithi vào ngày 22 tháng 3. Sau khi hộ tống các tàu chiến chủ lực bắn phá chuẩn bị, nó di chuyển đến gần bờ hỗ trợ cho hoạt động của các đội phá hoại dưới nước chuẩn bị dọn dẹp bãi đổ bộ. Vào ngày đổ bộ 1 tháng 4, nó bắn pháo hỗ trợ cho cuộc đổ bộ, rồi đảm nhiệm vị trí cột mốc radar canh phòng. Sang ngày 6 tháng 4, nó chịu đựng cuộc tấn công tự sát Kamikaze đầu tiên, và đã trợ giúp vào việc cứu vớt những người sống sót từ hai tàu trục lân cận bị tấn công cảm tử đánh chìm.
Vào ngày 12 tháng 4, Cassin Young trở thành nạn nhân của kiểu tấn công này, khi một đợt quy mô lớn diễn ra ra vào giữa ngày. Hỏa lực phòng không của nó đã bắn rơi năm máy bay, nhưng chiếc thứ sáu đâm trúng cột ăn-ten phía trước, nổ tung trên không cách con tàu 50 ft (15 m). Một người trong số thủy thủ đoàn đã thiệt mạng và 58 người khác bị thương, trong đó nhiều người bị thương nặng. Cho dù bị hư hại, Cassin Young vẫn rút lui về Kerama Retto bằng chính động lực của nó. Sau khi được sửa chữa tại Ulithi, nó quay trở lại Okinawa vào ngày 31 tháng 5, tiếp tục vai trò cột mốc radar canh phòng.
Các đợt tấn công Kamikaze vẫn liên tục diễn ra; Cassin Young chỉ được nghỉ ngơi qua hai chuyến đi ngắn hộ tống vận tải đến quần đảo Mariana. Vào ngày 28 tháng 7, đội của nó trở thành mục tiêu của một đợt tấn công đối phương, khi một tàu khu trục bị đánh chìm và một chiếc khác bị hư hại nặng bởi Kamkaze. Trong cuộc đối đầu, Cassin Young trợ giúp vào việc bắn rơi hai máy bay đối phương, và cứu vớt những người sống sót từ con tàu bị đắm. Sang ngày hôm sau, bản thân nó bị đánh trúng lần thứ hai, khi một chiếc Kamikaze bay thấp đánh trúng mạn phải tàu tại phòng kiểm soát hỏa lực. Một vụ nổ dữ dội xảy ra phía giữa tàu, tiếp nối bởi một đám cháy lớn; tuy nhiên thủy thủ đoàn đã khởi động được một động cơ và khống chế được đám cháy, đưa con tàu quay trở về Kerama Retto an toàn trong vòng 20 phút. Hai mươi hai người đã thiệt mạng và 45 người khác bị thương. Cassin Young được tặng thưởng danh hiệu Đơn vị Tưởng thưởng Hải quân do chiến công và hoạt động dũng cảm trong hàng cột mốc radar tại Okinawa.
Cassin Young rời Okinawa vào ngày 8 tháng 8, quay trở về nhà để sửa chữa những hư hại trong chiến đấu. Tuy nhiên, khi nó đang trên đường đi, Nhật Bản đã chấp nhận đầu hàng vào ngày 15 tháng 8, kết thúc chiến tranh. Sau khi được sửa chữa tại San Pedro, California, nó xuất biên chế và gia nhập Hạm đội Dự bị Thái Bình Dương tại San Diego vào ngày 28 tháng 5, 1946.

### 1951–1960

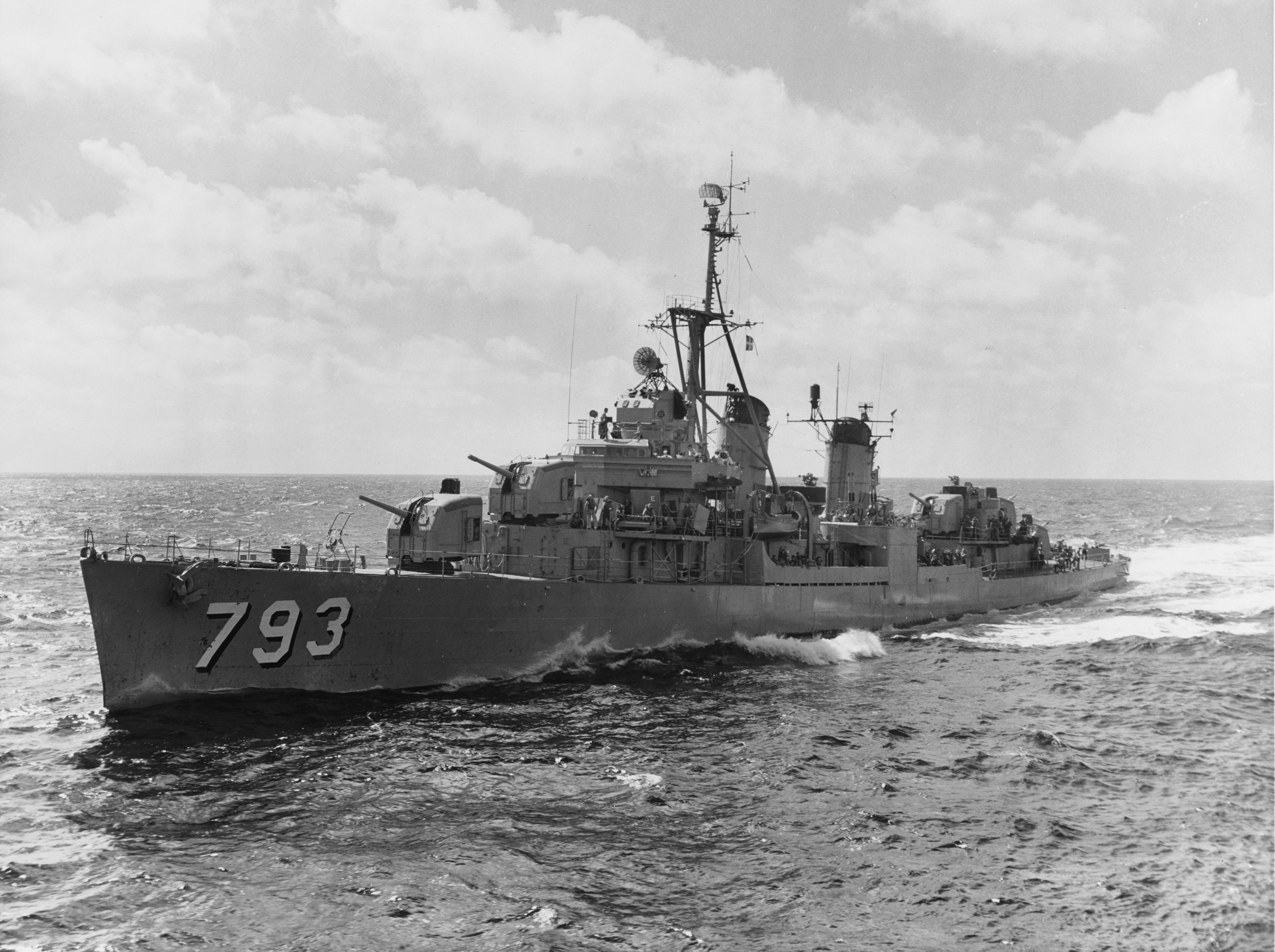
Cassin Young trên đường đi, năm 1958.

Được cho nhập biên chế trở lại vào ngày 8 tháng 9, 1951, Cassin Young rời San Diego vào ngày 4 tháng 1, 1952 để đi sang cảng nhà mới tại Newport, Rhode Island. Nó đi vào Xưởng hải quân Boston vào tháng 9 để được đại tu đồng thời nâng cấp vũ khí, tháo dỡ một dàn ống phóng ngư lôi năm nòng, và được bổ sung hai súng cối chống tàu ngầm Hedgehog cùng một cặp ống phóng ngư lôi Mark 32. Ngoài ra bốn khẩu đội Bofors 40 mm nòng đôi được thay bằng hai khẩu đội bốn nòng; và cột ăn-ten phía trước được thay bằng kiểu ba chân để mang được thiết bị radar và điện tử cải tiến.
Sau khi hoàn tất việc nâng cấp, Cassin Young thực hành huấn luyện tại vùng biển Caribe trước khi tham gia các cuộc tập trận chống tàu ngầm ngoài khơi bờ biển Florida từ ngày 7 tháng 5 đến ngày 12 tháng 6, 1953. Từ ngày 16 tháng 9 đến ngày 30 tháng 11, nó được phái sang phục vụ cùng Đệ Lục hạm đội tại Địa Trung Hải, và tiếp nối bởi các hoạt động thường lệ từ cảng nhà dọc theo vùng bờ Đông Hoa Kỳ, và tập trận tại vùng biển Caribe vào đầu năm 1954.
Cassin Young khởi hành từ Newport vào ngày 3 tháng 5 cho một chuyến đi vòng quanh thế giới, bao gồm các cuộc tập trận cùng các đơn vị của Đệ Thất hạm đội tại khu vực Tây Thái Bình Dương, tuần tra ngoài khơi bờ biển Triều Tiên, đồng thời viếng thăm thiện chí các cảng tại Địa Trung Hải và Viễn Đông. Nó quay trở về Newport vào ngày 28 tháng 11, 1954.
Từ đó cho đến năm 1960, những hoạt động thường lệ của Cassin Young bao gồm các cuộc thực tập huấn luyện tại vùng biển Caribe và dọc theo vùng bờ Đông Hoa Kỳ, xen kẻ với những lượt phục vụ tại Địa Trung Hải vào các năm 1956, Mùa Đông 1956-1957 và năm 1959, cùng một lượt viếng thăm các cảng Châu Âu vào năm 1958. Một vấn đề trục trặc với bánh lái của nó khiến con tàu phải vào một ụ tàu tại Pháp để sửa chữa trong chuyến đi ra nước ngoài sau cùng; khi chi phí sửa vượt quá mức để có thể giữ lại con tàu đã cũ. Vì vậy nó đi đến Xưởng hải quân Norfolk vào ngày 6 tháng 2, 1960 và được cho xuất biên chế, và được đưa về neo đậu tại Philadelphia, Pennsylvania vào ngày 29 tháng 4, 1960.

## Tàu bảo tàng

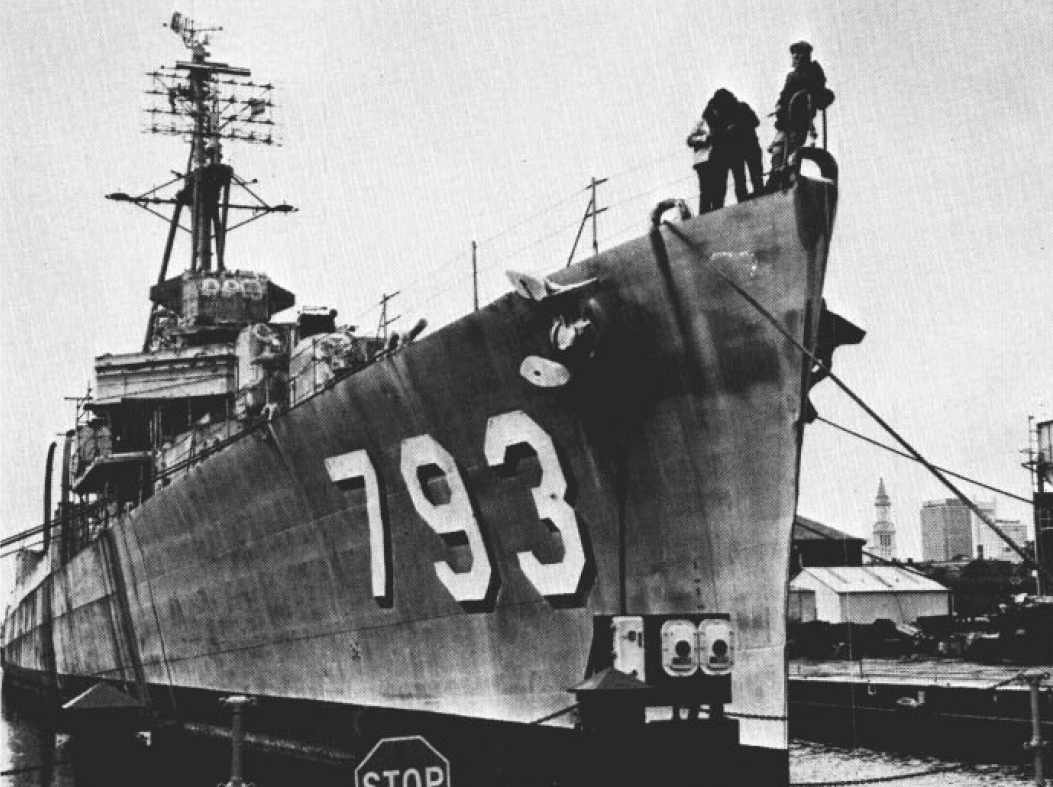
Cassin Young đi đến Boston, 1978.

Tên của Cassin Young được rút khỏi danh sách Đăng bạ Hải quân vào ngày 1 tháng 12, 1974, và Hải quân Hoa Kỳ đã giao hẵn con tàu cho Dịch vụ Công viên Quốc gia (National Park Service) để được bảo tồn như một tàu bảo tàng tại Xưởng hải quân Boston, ở Boston, Massachusetts, bên cạnh chiếc Constitution huyền thoại từ thời Chiến tranh 1812. Nó đi đến Boston vào ngày 15 tháng 6, 1978 và được mở ra cho công chúng vào năm 1981. Con tàu được bảo trì và vận hành bởi Dịch vụ Công viên Quốc gia và Hội Tình nguyện Cassin Young (Cassin Young Volunteers). Con tàu được công nhận là Địa điểm Lịch sử Quốc gia được đăng ký và là Di tích Lịch sử Quốc gia vào năm 1986.

## Phần thưởng
Cassin Young được tặng thưởng các danh hiệu Đơn vị Tưởng thưởng Hải quân, các Đơn vị Tuyên dương Tổng thống Philippines và Hàn Quốc cùng bảy Ngôi sao Chiến trận do thành tích phục vụ trong Thế Chiến II.